# Euceros flavescens
Euceros flavescens är en stekelart som beskrevs av Cresson 1869. Euceros flavescens ingår i släktet Euceros och familjen brokparasitsteklar. Inga underarter finns listade i Catalogue of Life.